# レッセルティア・フルテスセンス
レッセルティア・フルテスセンス(学名： Lessertia frutescens)とは、マメ科の常緑小灌木である。南アフリカ原産で、春から真夏にかけて釣り鐘型の赤い花を咲かせる。小葉は灰がかった緑色をしていてとても苦い。 園芸、ハーブティーに用いる。 別名レッセルティア・フルテッセンス、ステルランディア・フルテッセン、バルーンピー、赤くなった莢が蟹の爪に見えることからキャンサーブッシュともよばれる。 種名フルテスセンスは、ラテン語でふさふさしたことを意味する。

## 栽培

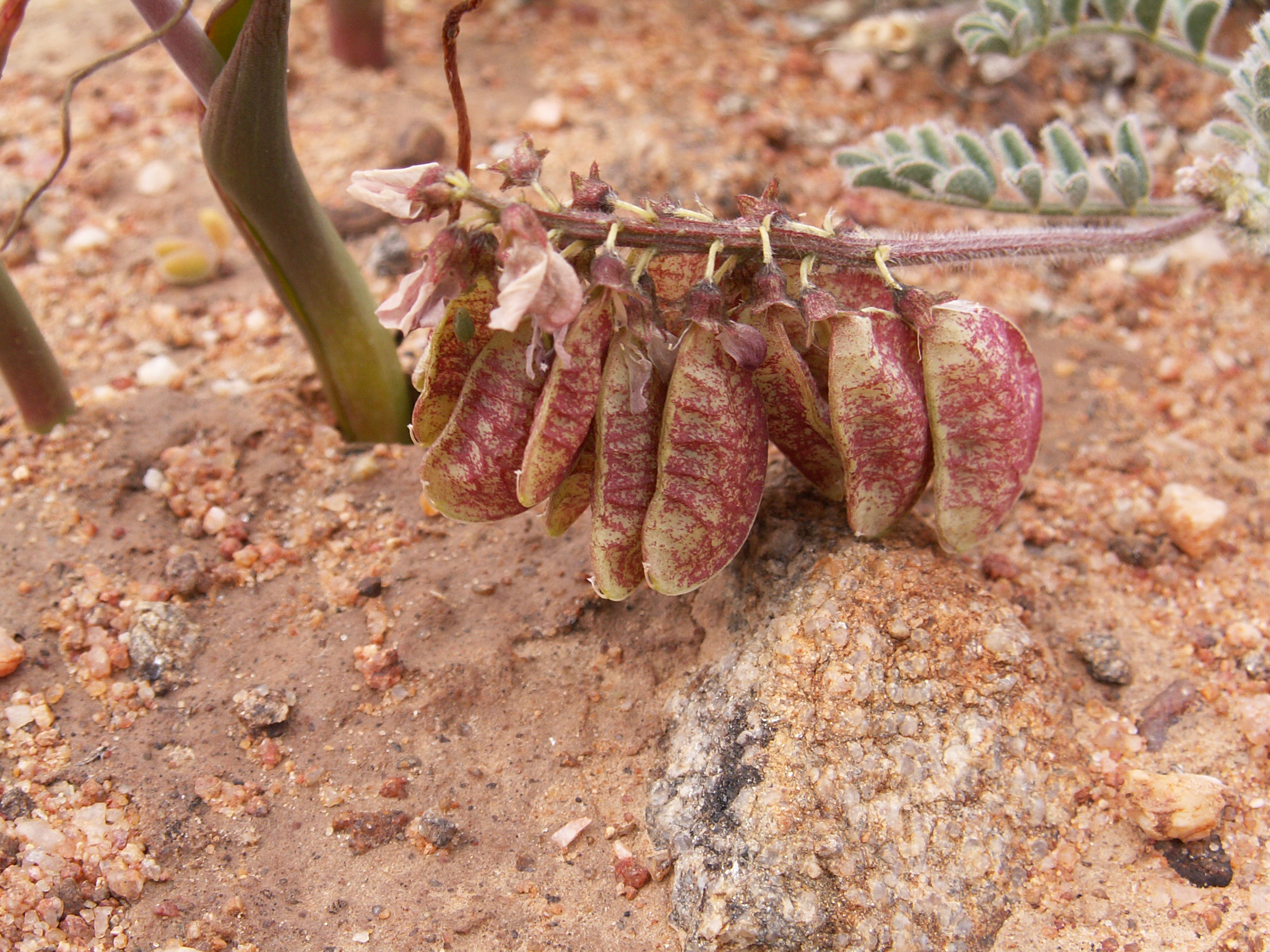
生息地、リフタスフェルト